# Bunna
Bunna (japanska: 文和?, Bun'na, även Bunwa), 1352–1356, är en period i den japanska tideräkningen, vid det delade Japans norra tron.  Kejsare vid den norra tronen var Go-Kōgon och shogun var Ashikaga Takauji. Bunna infaller under södra tronens Shōhei.
Namnet på perioden är hämtat från ett citat ur det kinesiska verket Tangshu (叡哲温文、寛和仁恵), samt ett annat citat ur Krönika över de tre kungadömena (文和於内、武信于外).